# Адміністративний поділ Улан-Уде

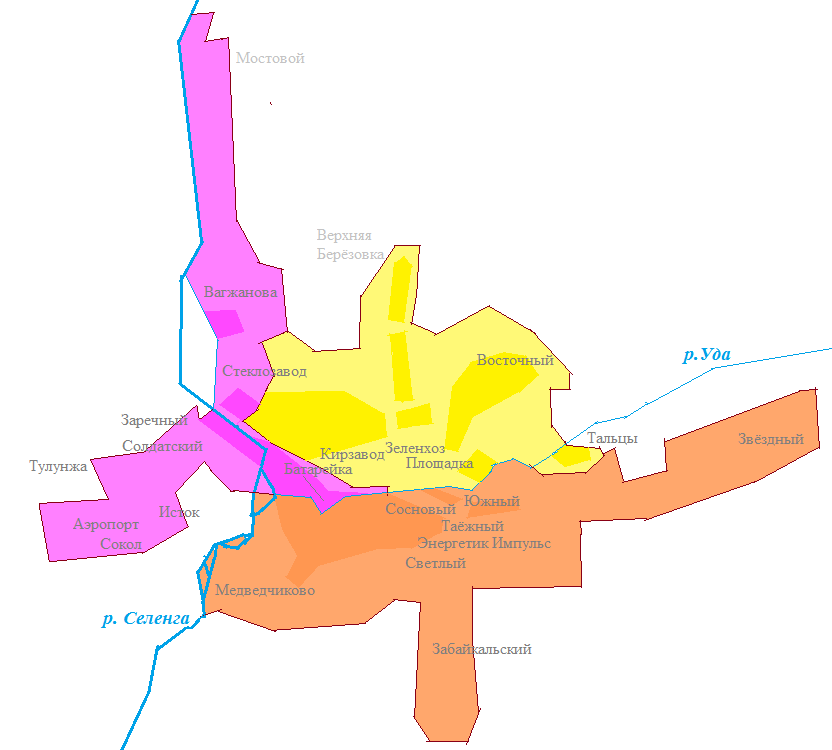
Райони міста Улан-Уде
Залізничний район
Жовтневий район
Радянський район

Місто Улан-Уде, столиця Республіки Бурятія, поділено на 3 міські райони.
У рамках адміністративно-територіального устрою Бурятії Улан-Уде є містом республіканського значення; в рамках муніципального устрою воно є муніципальним утворенням місто Улан-Уде зі статусом міського округу як єдиний населений пункт у його складі.
Міські райони, мікрорайони та селища, що входять до їх складу, не є муніципальними утвореннями.

## Райони
Залізничний район включає північний (правий) берег річки Уди, Жовтневий район — південний (лівий) берег річки Уди, Радянський район — лівий (західний) берег річки Селенги, а також історичну (центральну) частину і «периферійні» землі на північно- заході правому (східному) березі річки Селенги.

## Мікрорайони та селища
У складі міських районів умовно виділяють мікрорайони та селища в межах міста:
| Залізничний район - Аршан - Верхня Березівка - Східний - Гавань - Загірськ - Зеленгосп - Зелений - Кірзавод - Кумиска - Леніна - Лиса Гора - Матросова - Мостовий - Новий Зелений - Орєшкова - Майданчик - Полігон - Сонячний - Шишківка | Жовтневий район - Горького - Забайкальський - Зоряний - Зерномістечко - Імпульс - Комушка - Медведчикове - Мількомбінат - М'ясокомбінат - Микільський - Нова Комушка - Жовтневий - Райдужний - Світлий - Силікатний - Сокільники - Сосновий - Сосновий бір - Таємний - Тальці - Тепловик - Енергетик - Південний | Радянський район - Аеропорт - Батарейка - Вагжанова - Зарічний - Виток - Лазо - Лівий берег - Сокіл - Солдатський - Склозавод - Степовий - Тулунжа |

## Історія
Постановою Президії ВЦВК від 25 березня 1938 року у місті Улан-Уде було утворено 3 райони: Міський, Приміський та Залізничний. Указом Президії Верховної Ради РРФСР від 20 червня 1957 року Міський район було перейменовано на Радянський, Приміський район — на Жовтневий.
Адміністративні перетворення, пов'язані з Улан-Уденською міськрадою:
- 27 липня 1960 року населений пункт село Степовий передано в Іволгинський аймак.
- 3 грудня 1960 року Улан-Уденській міськраді передано Гурульбінську та Іволгінську сільради скасованого Іволгінського аймаку.
- 12 грудня 1964 року населений пункт Зарічний передано Іволгінський аймак.
- 22 березня 1968 року селища Сокіл і Солдатський з Улан-Уденського аймака передано до Улан-Уденської міськради.
- 5 жовтня 1971 року селище Забайкальське передано з адміністративного підпорядкування Жовтневого району міста Улан-Уде до Улан-Уденського аймаку.
- 9 листопада 1983 року населений пункт Зарічний віднесений до категорії робочих селищ та передано з Улан-Уденського району до Улан-Уденської міськради.
- 23 березня 1987 року селище станції Мостової з Іволгінського району передано в адміністративне підпорядкування Залізничній районній раді міста Улан-Уде.
- 14 жовтня 1991 року селище Забайкальське з Тарбагатайського району передано до Улан-Уденської міськради.
- 17 квітня 1992 року села Істок та Степовий зі складу Іволгінського району передано до Улан-Уденської міськради.
- 14 грудня 1993 року зареєстровано новостворений населений пункт: селище Тулунжа.
- 9 березня 2010 року до Радянського району міста Улан-Уде приєднані селища міського типу: Зарічний та Сокіл, а також сільські населені пункти — селища Солдатський та Тулунжа, села Істок та Степовий; до Залізничного району міста Улан-Уде приєднано сільський населений пункт: селище станції Мостової; до Жовтневого району міста Улан-Уде приєднано сільський населений пункт: селище Забайкальське.